# Rizzoli & Isles: Vraždy na pitevně
Rizzoli & Isles: Vraždy na pitevně (v anglickém originále Rizzoli & Isles) je televizní seriál americké stanice TNT. V seriálu hrají Angie Harmon jako policejní detektiv Jane Rizzoliová a Sasha Alexander jako soudní patoložka Dr. Maura Islesová. Drama seriál na motivy románů Tess Gerritsenové. Premiéra seriálu proběhla 12. července 2010. Dne 23. července 2015 byl seriál prodloužen o sedmou sérii. Dne 7. ledna 2016, TNT oznámila, že sedmá série bude poslední, a premiéru bude mít 6. června 2016.
V Česku seriál vysílá stanice Prima, poprvé ho představila 6. září 2012. Sedmá série se vysílá od 6. dubna 2017 na Prima Love.

## Synopse
Seriál sleduje osudy nejlepších přítelkyň, policejní detektivky Jane Rizzoliové a soudní patoložky Maury Islesové. Vyrostly na opačných koncích společenského žebříčku. Drsná Jane se narodila do hlučné italskoamerické rodiny a je jediným ženským detektivem v oddělení vražd. Metodická a přímočará Maura se většinou cítí lépe mezi mrtvými než mezi živými. Vychovala ji bohatá adoptivní rodina. Maura také nezapomíná být vždy dokonale oblečená ve značkovém oblečení. Když dají hlavy dohromady, dokážou chytit nejhorší zločince v Bostonu.
Parťáka jim dělá velmi zkušený detektiv Vincent Korsak (Bruce McGill), bývalý parťák Jane, který ji dříve zachránil před masovým vrahem. Bere Jane skoro jako svou dceru a těžce nese, že už nejsou parťáci. Jane má nového parťáka, sympatického zelenáče Barryho Frosta (Lee Thompson Young), kterému se dělá špatně z mrtvol. Její mladší bratr Frankie (Jordan Bridges) se i přes odpor rodiny také dal k policii a dělá pochůzkáře. Jeho velkým vzorem je právě Jane, a tak doufá, že jednou povýší také na detektiva. Potížistka Angela, matka Jane, je v domácnosti a živí se prací na částečný úvazek – prodává zázračný džus. Chtěla by, aby se Jane chovala víc jako žena, než honila šílené vrahy v Bostonu. Nezapomíná jí také hledat ženicha. S manželem Frankem mají našlápnuto na rozvod. Jejich nejmladší syn Tommy sedí ve vězení, protože autem přejel kněze. Rodina je pro Jane morální podporou, ale není dne, kdy ji naprosto nevyčerpají.

## Obsazení
| Postava                          | Herec              | Pozice                                                                   | Série           | Série           | Série           | Série           | Série           | Série           | Série           |
| Postava                          | Herec              | Pozice                                                                   | 1               | 2               | 3               | 4               | 5               | 6               | 7               |
| -------------------------------- | ------------------ | ------------------------------------------------------------------------ | --------------- | --------------- | --------------- | --------------- | --------------- | --------------- | --------------- |
| Jane Clementine Rizzoliová       | Angie Harmon       | detektiv z oddělení vražd                                                | hlavní          | hlavní          | hlavní          | hlavní          | hlavní          | hlavní          | hlavní          |
| Dr. Maura Dorothea Islesová      | Sasha Alexander    | soudní patoložka a forenzní vědkyně                                      | hlavní          | hlavní          | hlavní          | hlavní          | hlavní          | hlavní          | hlavní          |
| Francesco „Frankie“ Rizzoli, Jr. | Jordan Bridges     | policejní důstojník (1.-3. řada); detektiv z oddělení vražd (od 4. řady) | hlavní          | hlavní          | hlavní          | hlavní          | hlavní          | hlavní          | hlavní          |
| Vincent „Vince“ Walter Korsak    | Bruce McGill       | seržant detektiv z oddělení vražd                                        | hlavní          | hlavní          | hlavní          | hlavní          | hlavní          | hlavní          | hlavní          |
| Barold „Barry“ Frost             | Lee Thompson Young | detektiv z oddělení vražd                                                | hlavní          | hlavní          | hlavní          | hlavní          | Does not appear | Does not appear | Does not appear |
| Angela Rizzoliová                | Lorraine Bracco    | servírka společnosti One Café                                            | hlavní          | hlavní          | hlavní          | hlavní          | hlavní          | hlavní          | hlavní          |
| Sean Cavanaugh                   | Brian Goodman      | poručík                                                                  | vedlejší        | vedlejší        | hlavní          | hlavní          | vedlejší        | Does not appear | Does not appear |
| Nina Holidayová                  | Idara Victor       | technik, analytik                                                        | Does not appear | Does not appear | Does not appear | Does not appear | vedlejší        | hlavní          | hlavní          |
| Dr. Kent Drake                   | Adam Sinclair      | laboratorní technik                                                      | Does not appear | Does not appear | Does not appear | Does not appear | Does not appear | vedlejší        | hlavní          |

### Detektiv Jane Clementine Rizzoli
Jane Rizzoliová je holka z Bostonu, která loví nestvůry mezi lidmi. Rozhodla se stát policistou, protože jeden z nich přišel do školy a ona i ostatní děti se v něm vzhlédly. Chtěla mít zbraň a odznak. Nejvíc ze všeho chtěla být respektována. Její otec je instalatér a matka v domácnosti. Přiznává, že byli hlučná domácnost. Když byla malá, hrála pozemní hokej a dodnes ráda sportuje. Ve vztazích s muži je naprosto beznadějná. Studovala na bostonské policejní akademii, pracovala nejdříve jako strážník a až poté jako detektiv. Je sebevědomá a rázná osobnost, která si na nějaké city rozhodně nepotrpí.

### Dr. Maura Dorothea Isles
Ledově vážná soudní lékařka, která je vždy perfektně oblečená jako by se chystala na focení. Často spolupracuje s lidmi z oddělení vražd, konkrétně pak s Jane Rizzoli. Je nazývána "královnou mrtvých". Má tendenci diagnostikovat jakéhokoliv člověka, se kterým se setká. Je chodící encyklopedií. Nedokáže lhát, a pokud se o to pokusí, začne panikařit. Žije se svou želvou Bassi, jež dostala jméno po renomovaném soudním patologovi William M. Bassovi.

### Angela Rizzoli
Angela Rizzoliová je Janina ztřeštěná, dominantní italská matka. Přeje si, aby Jane byla více ženštější, a neustále se jí snaží najít ženicha.

### Seržant Vince Walter Korsak
Detektiv Vince Korsak je Janin bývalý partner a neoficiální poradce. Oba  mají mezi sebou úzkou vazbu po letech společné práce, nicméně mu vadí, že už spolu nespolupracují. Moc si nerozumí s Janiným novým partnerem Frostem. Snaží se o Jane pečovat jako o svou dceru a být jí ochráncem.

### Detektiv Barold Barry Frost
Detektiv Barry Frost je Janiným novým partnerem. Je dobrý, pokud jde o počítače a technologie. Nesnáší pohled na krev a mrtvá těla. Je loajálním, ale i tvrdým partnerem. Moc dobře nevychází s Janiným bývalým kolegou Korsakem.

### Frankie Rizzoli Jr.
Frankie Rizzoli Jr. je Janin bratr a prostřední z dětí Rizzoliových. Nesnáší pocit, že stojí ve stínu své sestry. Stejně jako jiní muži v životě Jane i on se jí snaží chránit víc než by sama chtěla.

## Dabing
| Postava                          | Série                | Série                | Série                | Série                | Série                | Série                | Série                |
| Postava                          | 1                    | 2                    | 3                    | 4                    | 5                    | 6                    | 7                    |
| -------------------------------- | -------------------- | -------------------- | -------------------- | -------------------- | -------------------- | -------------------- | -------------------- |
| Jane Clementine Rizzoliová       | Ivana Milbachová     | Ivana Milbachová     | Ivana Milbachová     | Ivana Milbachová     | Ivana Milbachová     | Ivana Milbachová     | Ivana Milbachová     |
| Dr. Maura Dorthea Islesová       | Miriam Chytilová     | Miriam Chytilová     | Miriam Chytilová     | Miriam Chytilová     | Miriam Chytilová     | Miriam Chytilová     | Miriam Chytilová     |
| Francesco „Frankie“ Rizzoli, Jr. | Petr Vágner          | Petr Vágner          | Petr Vágner          | Petr Vágner          | Petr Vágner          | Petr Vágner          | Petr Vágner          |
| Barold „Barry“ Frost             | Jan Dolanský         | Jan Dolanský         | Jan Dolanský         | Jan Dolanský         |                      |                      |                      |
| Vincent „Vince“ Walter Korsak    | Jaromír Meduna       | Jaromír Meduna       | Jaromír Meduna       | Jaromír Meduna       | Zdeněk Maryška       | Zdeněk Maryška       | Zdeněk Maryška       |
| Angela Rizzoliová                | Milena Steinmasslová | Milena Steinmasslová | Milena Steinmasslová | Milena Steinmasslová | Milena Steinmasslová | Milena Steinmasslová | Milena Steinmasslová |
| Sean Cavanaugh                   | Jaroslav Horák       | Jaroslav Horák       | Jaroslav Horák       | Jaroslav Horák       | Jaroslav Horák       |                      |                      |
| Tommy Rizzoli                    | Michal Holán         | Michal Holán         | Michal Holán         | Michal Holán         | Michal Holán         | Michal Holán         |                      |
| Nina Holidayová                  |                      |                      |                      |                      | Milada Vaňkátová     | Milada Vaňkátová     | Milada Vaňkátová     |

## Vysílání
| Řada | Díly | Premiéra v USA    | Premiéra v USA    | Premiéra v ČR      | Premiéra v ČR     |
| Řada | Díly | První díl         | Poslední díl      | První díl          | Poslední díl      |
| ---- | ---- | ----------------- | ----------------- | ------------------ | ----------------- |
| 1    | 10   | 12. července 2010 | 13. září 2010     | 6. září 2012       | 8. listopadu 2012 |
| 2    | 15   | 11. července 2011 | 26. prosince 2011 | 15. listopadu 2012 | 7. března 2013    |
| 3    | 15   | 5. června 2012    | 25. prosince 2012 | 14. března 2013    | 20. června 2013   |
| 4    | 16   | 25. června 2013   | 18. března 2014   | 12. února 2014     | 28. května 2014   |
| 5    | 18   | 17. června 2014   | 17. března 2015   | 23. dubna 2015     | 20. srpna 2015    |
| 6    | 18   | 16. června 2015   | 15. března 2016   | 24. března 2016    | 21. července 2016 |
| 7    | 13   | 6. června 2016    | 5. září 2016      | 6. dubna 2017      | 29. června 2017   |